# NGC 6893
NGC 6893 (другие обозначения — PGC 64507, ESO 234-6, FAIR 537, AM 2017-482, IRAS20172-4824) — линзообразная галактика (SB0) в созвездии Телескоп.
Этот объект входит в число перечисленных в оригинальной редакции «Нового общего каталога».